# Adolf Hinrichsen
Sigismund Adolph Carl Gustav Hinrichsen, auch: Gustav Adolf Carl Sigismund (* 18. Januar 1859 in Bützow; † mutmaßlich um 1920 in Berlin) war ein deutscher Schriftsteller, Journalist, Redakteur und Zeitungsverleger. Hinrichsen veröffentlichte auch unter dem Pseudonym E. Günther.

## Leben
Adolf Hinrichsen wurde als Sohn des Advokaten und Kriminalrats des Criminal-Collegiums Bützow, Moritz Hinrichsen (1816–1893), und dessen Frau (Emma) Wilhelmine Louise, geb. Sengebusch (1823–1903)  in Bützow, Mecklenburg-Schwerin, geboren und evangelisch-lutherisch getauft. Sein Großvater war der 1830 getaufte Commissionsrat und mecklenburgische Generalkonsul in Hamburg Martin Rudolph (geb. Meyer Ruben) Hinrichsen. Adolf Hinrichsens väterliche Vorfahren stammten von Ruben Henriques ab, einem Sepharden, der 1646 nach Glückstadt gekommen war und dessen Nachkommen über mehrere Generationen Hofagenten in Mecklenburg-Schwerin wurden. Damit war er mit Marcus Wolf Hinrichsen, Siegmund Hinrichsen und Henri Hinrichsen verwandt. Er besuchte das Realgymnasium in Bützow sowie das Fridericianum in Schwerin. Nach dem Abschluss seines Militärdienstes in Rostock im Jahr 1876 widmete er sich zunächst kurzzeitig einer Landwirtschaftslehre, bevor er nach Leipzig ging, um dort literarisch tätig zu werden.
1880 wurde sein Vater nach der Auflösung des Criminal-Collegiums im Zuge der Umsetzung der Reichsjustizgesetze als Landgerichtsrat an das neugeschaffene Landgericht Güstrow versetzt. Im folgenden Jahr 1881 kehrte Hinrichsen in sein Elternhaus zurück, wo er sich intensiv mit der Niederdeutschen Sprache beschäftigte. 1883 gründete er die plattdeutsche Zeitschrift „Husmannskost“, deren Redaktion er jedoch bereits nach einem Jahr niederlegte, um sich vollständig seinen literarischen Arbeiten zu widmen.
Im Jahr 1885 zog Hinrichsen nach Berlin-Niederschönhausen, wo er die Direktion der Deutschen Frauen-Erwerbszentrale übernahm. Gleichzeitig begann er, zusammen mit Ernst von Wildenbruch am „Deutschen Schriftsteller-Album“ zu arbeiten. Noch im selben Jahr veröffentlichte er die Zeitschrift „Für edle Frauen“. Am 16. Mai 1886 heiratete er in Berlin Emmy Pauline Stab. Das Paar ließ sich in der Breiten Straße 39 in Pankow nieder, wo auch ihre Kinder geboren wurden. 1887 folgte die Veröffentlichung von „Das literarische Deutschland“ mit einer Einleitung von Konrad Beyer. Dieses biographische Nachschlagewerk „über alle Dichter, Schriftsteller und Journalisten der Gegenwart“ war sehr erfolgreich. 1891 erschien es in einer zweiten, vermehrten Auflage. 1891 übernahm er die Leitung des Norddeutschen Verlages. Nach 1911 lebte Hinrichsen offenbar in Berlin-Wannsee und verstarb um 1920.
Das Urteil seiner Zeitgenossen über Hinrichsens literarisches Schaffen war geteilt, und Hinrichsen war auch Ziel antisemitischer Anfeindungen. Carl Gustav Theodor Schröder urteilte 1904, dass Hinrichsen „nie wahrhaft niederdeutsch gedacht hatte“ Adolf Bartels schrieb 1928 in klar antisemitischer Absicht: „Da er dann in Berlin eine sehr eifrige geschäftsliterarische Tätigkeit entfaltete, kam er mir beinahe als Jude vor.“

## Werke (Auszug)
1883
- Wohre Geschichten. (Ostniederdeutsche Sprache)
- Twei Leiwsgeschichten. (Ostniederdeutsch)

1884
- Erin: Ein Kranz irischer Dichtungen umschlungen mit Thomas Moore'schen Liedern. (Dichtung)
- Er hat Glück. (Novelle).

1885
- Das Deutsche Schriftsteller-Album.
- Künstler-Liebe und Leben. (Novelle) (Digitalisat).

1886
- De Evers

1887
- Das literarische Deutschland. (Digitalisat).
  - 2., vermehrte Auflage Berlin 1891 (Digitalisat)

1888
- Im Millionenlande: Satiren für Deutsche.

1891
- Liebesweben.